# Metathoracaphis isensis
Metathoracaphis isensis är en insektsart. Metathoracaphis isensis ingår i släktet Metathoracaphis och familjen långrörsbladlöss. Inga underarter finns listade i Catalogue of Life.